# Samantha Tajik
Samantha Tajik (سامانتا تاجیک en persan), née en 1983 à Téhéran en Iran, est un mannequin et une actrice irano-canadienne. Elle a été couronnée Miss Univers Canada 2008, la première femme persane à remporter ce titre.